# Joseph Hörmann von Hörbach

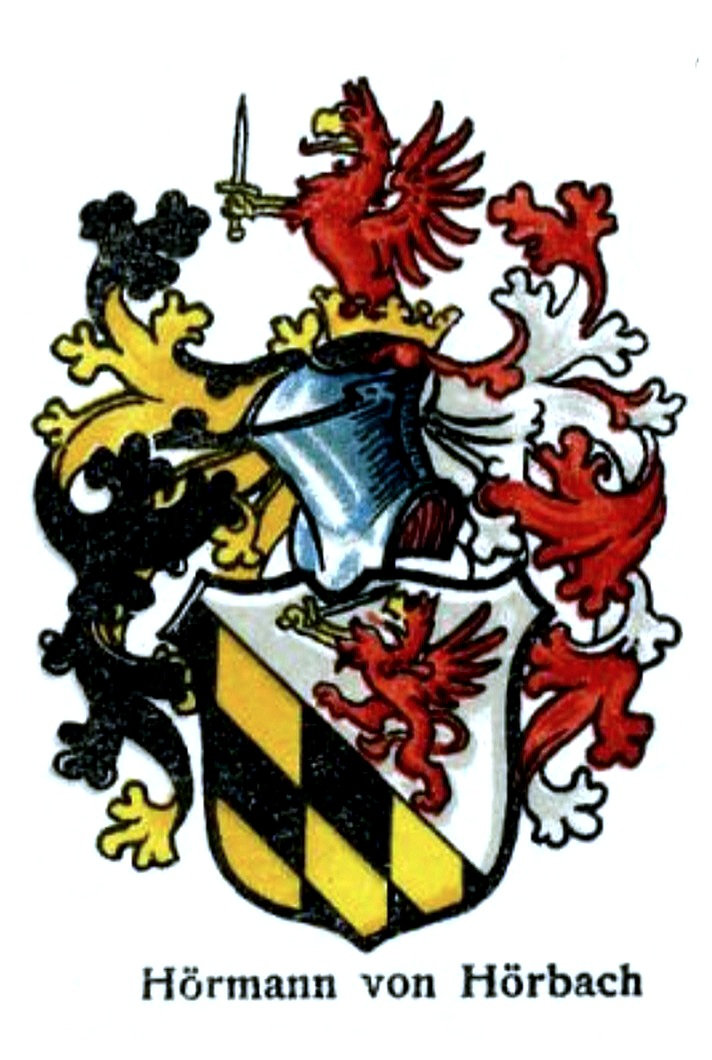
Familienwappen

Joseph Hörmann von Hörbach (* 4. Dezember 1778 in Innsbruck; † 30. April 1852 in München) war ein bayerischer Ministerialbeamter.

## Herkunft
Die Hörmann von Hörbach sind ein Briefadelsgeschlecht aus Tirol, mit Adelsbrief von Kaiser Joseph II. für  Johann Joseph Hörmann von Hörbach (1719–1796), datiert vom 11. März 1785. Er war der Großvater von Joseph Hörmann von Hörbach. Der Eintrag der Familie in die Adelsmatrikel des Königreiches Bayern erfolgte 1814.

## Werdegang
Joseph Hörmann von Hörbach wurde in Innsbruck, als Sohn von Johann Ignaz Hörmann von Hörbach (1750–1810) und dessen Gattin Josepha von Lemmen zu Linsingburg (1752–1827) geboren. Der Vater Johann Ignaz war Kammerprokurator, Appellationsgerichtsrat und einer der angesehensten Jura-Professoren an der Universität Innsbruck. Er genoss das besondere Vertrauen der seinerzeitigen bayerischen Regierung von Tirol.
Als die Bayern 1814 das Land verließen, trat der Sohn Joseph Hörmann von Hörbach in königlich bayerische Dienste über: 1814 wurde er Legationsrat und Oberjustizrat in Ulm sowie Finanzkommissär mit besonderem Auftrag im Innkreis. 1815 wurde er zum Polizeikommissar in Aschaffenburg und übernahm auch die Leitung der Stadt. Er avancierte zum engsten pressepolitischen Mitarbeiter von Maximilian von Montgelas, überarbeitete regelmäßig der Zensur vorgelegte Zeitungsartikel der Sulzbacher Zeitschrift Alemannia,
so auch den Beitrag: Soll Teutschland als befreit oder als erobert angesehen werden? von Carl Sebastian Heller von Hellersberg, Professor an der Universität Landshut, im März 1815.
Hörbach zensierte den Artikel des Juristen, dahingehend, dass er dessen Angriffe auf Preußen und Österreich abschwächte, Formulierungen nach seinem Verständnis konkretisierte und Hinweise auf Hellersbergs Souveränitätsbegriff aus dem Text unterschlug. 1818 ging er als 8. Rat der Lehen- und Hoheitssektion im Außenministerium und Ministerialrat nach München, bevor er 1828 Vizepräsident und 1831 Appellationsgerichtspräsident des Isarkreises in Freising wurde. Er wurde als Gesandtschaftsrat von König Max I. Joseph wiederholt mit wichtigen Missionen betraut. Längere Zeit gehörte der Beamte der Mainzer Zentralkommission zur Untersuchung hochverräterischer Umtriebe an, wodurch mehrere seiner Kinder in Mainz geboren wurden und seine Frau dort starb.
Von Mai 1840 bis zu seiner Demission im Zusammenhang mit der Affäre um Lola Montez amtierte er als Regierungspräsident von Oberbayern bis zum 1. März 1847. Er trat damit in den Ruhestand unter Verleihung des Titels eines Staatsrats im a.o. Dienst, ab 15. Mai 1850 Staatsrat im o. Dienst bis zu seinem Tod.
Joseph Hörmann von Hörbach verfasste u. a. das Buch Tirol unter der baierischen Regierung, das 1816 anonym erschien.

## Ehrungen
- Kommandeurkreuz des Zivil-Verdienstordens der Bayerischen Krone
- Großkreuz des königlichen Verdienstordens vom Heiligen Michael
- Kommandeur des Guelphenordens (Hannover)
- Ritter II. Klasse des Ordens der Eisernen Krone (Österreich)

## Familienverhältnisse
Joseph Hörmann von Hörbach heiratete 1807 in Ulm Maria Jellenz (1785–1827) aus Freiburg im Breisgau, und nach ihrem Tod am 26. Juni 1839 Caroline Cramer, verwitwete Erwig. Aus der ersten Ehe gingen folgende Kinder hervor:
- Goswin (1810–1873), bayerischer Ober-Apellationsgerichtsrat

⚭ Julie Alwens (1823–1849)
⚭ Susanne Alwens (1828–1899), beides Töchter des rheinpfälzischen Regierungspräsidenten Franz Alwens (1792–1871)
- Otto (1817–1863), bayerischer Kammerjunker und Landrichter
- Max (* 1819), bayerischer Ober-Berg- und Salinenrat
- Winfried (1821–1896), bayerischer Staatsminister und Regierungspräsident von Schwaben